# Liste du patrimoine immobilier classé de Virton
Cette page regroupe l'ensemble du patrimoine immobilier classé de la ville belge de Virton.
| Objet | Année de construction / Architecte | Adresse                 | Section communale | Coordonnées                      | Numéro d’inventaire | Illustration |
| --- | ---------------------------------- | ----------------------- | ----------------- | -------------------------------- | ------------------- | --- |
| Église Saint-Martin et mur du cimetière (M) et ensemble formé par l'église, le vieux cimetière et le chemin qui y donne accès (S) |                                    |                         | Saint-Mard        | 49° 33′ 32″ nord, 5° 31′ 47″ est | 85045-CLT-0002-01   | Église Saint-Martin et mur du cimetière (M) et ensemble formé par l'église, le vieux cimetière et le chemin qui y donne accès (S) |
| Ensemble formé par la Chapelle Maron et ses environs immédiats (S) |                                    | Rue du Vieux-Virton     | Saint-Mard        | 49° 33′ 41″ nord, 5° 31′ 42″ est | 85045-CLT-0003-01   | Image manquanteTéléverser |
| L'église Saint-Martin et mur du cimetière (M) et ensemble formé par l'église Saint-Martin et ses abords immédiats (S) |                                    |                         | Latour            | 49° 33′ 27″ nord, 5° 34′ 12″ est | 85045-CLT-0004-01   | Image manquanteTéléverser |
| Polissoirs de Bruzel |                                    |                         | Saint-Mard        | 49° 32′ 59″ nord, 5° 32′ 23″ est | 85045-CLT-0005-01   | Image manquanteTéléverser |
| Tour du château (façades et toitures), rue de l'Eglise (M) et ensemble formé par la tour et ses abords immédiats (S). |                                    | Rue de l'Eglise         | Bleid             | 49° 32′ 24″ nord, 5° 37′ 12″ est | 85045-CLT-0006-01   | Image manquanteTéléverser |
| Chapelle du Charnier | 1755                               | rue Léon Colleaux       | Saint-Mard        | 49° 33′ 17″ nord, 5° 32′ 05″ est | 85045-CLT-0007-01   | Image manquanteTéléverser |
| Presbytère (façades et toitures), mur de clôture et portail d'entrée |                                    | Rue de la Vilette n°1   | Saint-Mard        | 49° 33′ 15″ nord, 5° 32′ 03″ est | 85045-CLT-0008-01   | Image manquanteTéléverser |
| Tannerie (façades et toitures) et scierie hydraulique (façades, toitures, tout le mécanisme avec la roue à aubes) (M) et ensemble formé par ces bâtiments et leurs abords (S). |                                    |                         | Virton            | 49° 33′ 54″ nord, 5° 32′ 01″ est | 85045-CLT-0009-01   | Image manquanteTéléverser |
| Maison Simonet (façade avant, toiture et magasin à munitions compris à l'inrérieur de ces volumes), avenue Bouvier, n°2 (M). Etablissement d'une zone de protection (ZP) |                                    | Avenue Bouvier n°2      | Virton            | 49° 34′ 02″ nord, 5° 31′ 51″ est | 85045-CLT-0010-01   | Image manquanteTéléverser |
| Fontaine Martin, rue Fontaine Martin (M). Etablissement d'une zone de protection de 6 mètres autour du monument (ZP) |                                    | Rue Fontaine Martin     | Saint-Mard        | 49° 33′ 45″ nord, 5° 31′ 13″ est | 85045-CLT-0011-01   | Image manquanteTéléverser |
| Totalité du kiosque et de la grille entourant la place plantée (M). |                                    |                         | Saint-Mard        | 49° 33′ 19″ nord, 5° 31′ 53″ est | 85045-CLT-0012-01   | Image manquanteTéléverser |
| Kiosque à musique sis place Georges Lorand (M). Etablissement d'une zone de protection (ZP) |                                    | Place Georges Lorand    | Virton            | 49° 34′ 07″ nord, 5° 31′ 57″ est | 85045-CLT-0013-01   | Image manquanteTéléverser |
| Certaines parties de l'immeuble dit La Grande Maison : façades ; toiture ; charpente ; caves du logis ; mur de clôture entre la cour intérieure et la rue Sainte-Catherine et son portail à piliers ; mur de clôture et de soutènement arrière en partie formé par le rempart urbain ; grande cave de marchand de vin située dans les dépendances. (M) Établissement d'une zone de protection (ZP). |                                    | Rue Sainte-Catherine, 2 | Virton            | 49° 34′ 04″ nord, 5° 31′ 55″ est | 85045-CLT-0014-01   | Image manquanteTéléverser |